# غرد شيطان
غرد شيطان هي قرية في مقاطعة بيرانشهر، إيران. عدد سكان هذه القرية هو 181 في سنة 2006.